# Wózek (żeglarstwo)

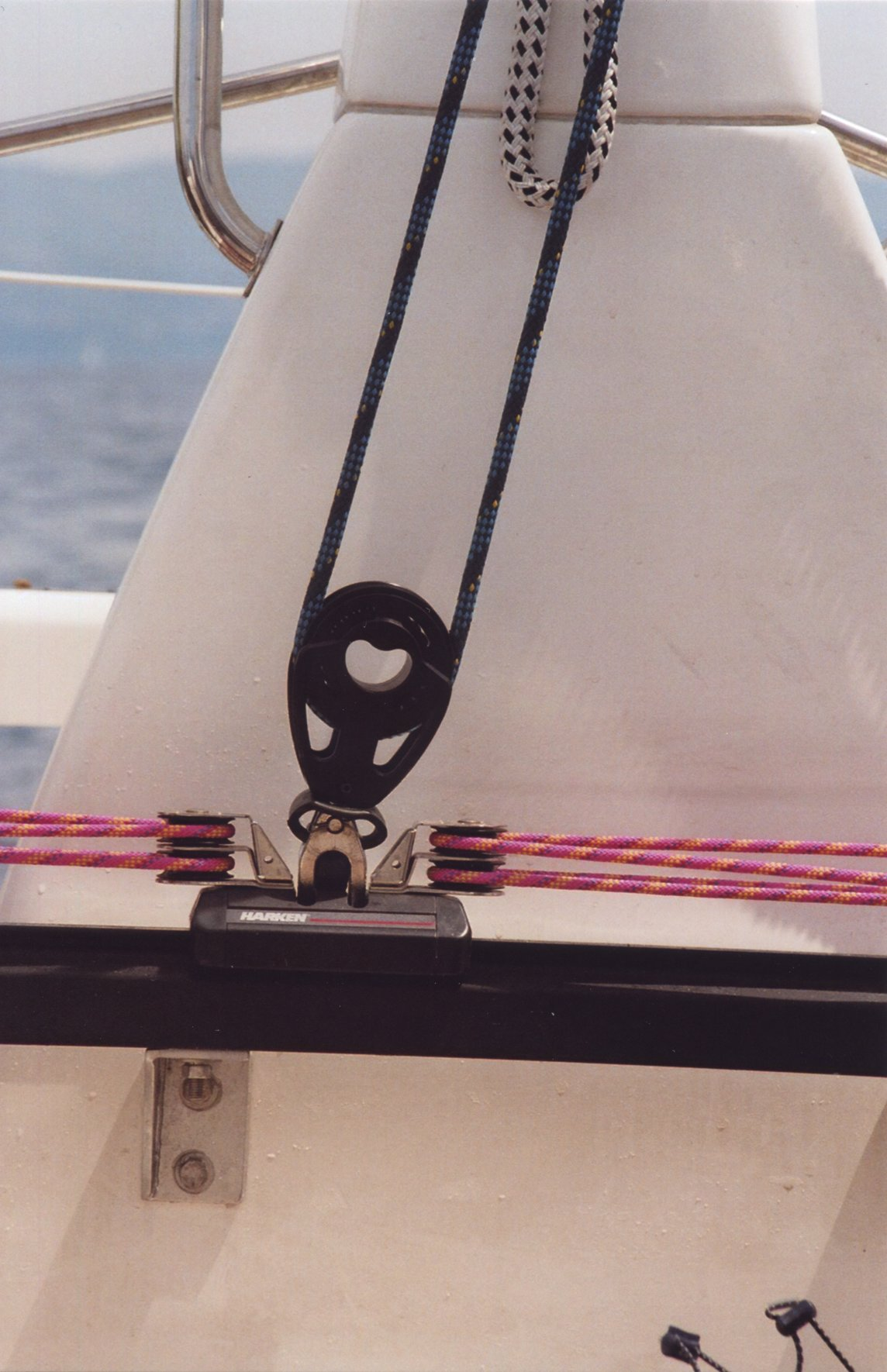
Różowe liny to fały wózka, niebieska to szot i biegnie w górę do bomu

Wózek - urządzenie na żaglowcu pozwalające łatwo zmieniać punkt na pokładzie, przez który przebiega lina kontrolująca pracę żagla. Najczęściej spotykany jest wózek szota grota. Wózek przesuwa się po poprzecznie zamocowanej szynie. Do niego przymocowany jest dolny blok tali. Położenie wózka na szynie reguluje się fałami wózka, lub w inny pozwalający na to sposób. Występuje głównie na jachtach regatowych.
Wózek podobnie jak obciągacza bomu redukuje skręt żagla, pozwala również lepiej ustawić żagiel, np. poprzez wybranie nawietrznego fału można dociągnąć bom blisko płaszczyzny symetrii bez nadmiernego naciągnięcia liku wolnego żagla. Przy silnych wiatrach praca fałami wózka bywa efektywniejsza niż praca szotem.
Szyna może być prosta, wklęsła lub wypukła. Szot z talii biegnie przeważnie do jeszcze jednego bloku zamocowanego na dnie kokpitu. Taka konfiguracja powoduje automatyczne wybieranie zaknagowanego szota w trakcie ruchu wózka na zewnątrz, co pozwala na efektywne przyjmowanie podmuchów wiatru.